# 朱高燧
朱 高燧（しゅ こうすい、洪武15年12月19日（1383年1月19日）- 宣徳6年8月29日（1431年10月5日））は、明の皇族。趙簡王。

## 生涯
明の第3代皇帝永楽帝の三男。兄は朱高熾（後の洪熙帝）・朱高煦。子は朱瞻坺・朱瞻塙。永楽2年（1404年）に趙王に封じられるが、父から寵愛を受けていたため、北京に留まることを許された。長兄の朱高熾とは不仲で、次兄の朱高煦と仲が良かったという。このため朱高煦の朱高熾廃太子運動に協力して朱高熾を父にたびたび讒言した。だが、自らの家臣である孟賢が反乱を計画して捕縛されると、朱高燧も永楽帝より召還されて処刑を命じられた。しかし不仲だった朱高熾が懸命に弁護したため、永楽帝は罪を許し、以後は朱高燧も朱高熾と仲直りして後継を支持したという。
永楽22年（1424年）に父が崩御し、兄の朱高熾が洪熙帝として即位すると、加増を受けるなど重用された。洪熙帝時期が8カ月の短命に終わり、宣徳帝（朱瞻基）が即位すると、次兄の朱高煦によるクーデターが発覚し、朱高燧も連座として捕らえられた。しかし宣徳帝から証拠不十分で無罪として許されている。宣徳6年（1431年）に死去。享年50。簡王と諡された。